# Космос-2365
Космос-2365 је један од преко 2400 совјетских вјештачких сателита лансираних у оквиру програма Космос.
Космос-2365 је лансиран са космодрома Плесецк, Русија, 18. августа 1999. Ракета-носач Сојуз је поставила сателит у орбиту око планете Земље. 